# Earl of Torrington

Wappen der Earls of Torrington (erster Verleihung)

Wappen des Earls of Torrington (zweiter Verleihung)

Earl of Torrington, in the County of Devon, war ein erblicher britischer Adelstitel in der Peerage of England.

## Verleihungen
Der Titel wurde erstmals am 7. Juli 1660 dem englischen Politiker und Militär George Monck verliehen, zusammen mit dem übergeordneten Titel Duke of Albemarle und den nachgeordneten Titeln Baron Monck, of Potheridge in the County of Devon, Baron Beauchamp, of Beauchamp in the County of Devon, und Baron Teyes, of Teyes in the County of Devon. Die Titel erloschen beim kinderlosen Tod seines Sohnes, des 2. Duke, am 6. Oktober 1688.
In zweiter Verleihung wurde der Titel am 29. Mai 1689 für Arthur Herbert neu geschaffen, zusammen mit dem nachgeordneten Titel Baron Herbert of Torbay, in the County of Devon. Die Titel erloschen bei seinem Tod am 14. April 1716.

## Liste der Earls of Torrington

### Earls of Torrington, erste Verleihung (1660)
- George Monck, 1. Duke of Albemarle, 1. Earl of Torrington (1608–1670)
- Christopher Monck, 2. Duke of Albemarle, 2. Earl of Torrington (1653–1688)

### Earls of Torrington, zweite Verleihung (1689)
- Arthur Herbert, 1. Earl of Torrington (1647–1716)